# Barbus samniticus
Barbus samniticus (Lorenzoni, Carosi, Quadroni, De Santis, Vanetti, Delmastro & Zaccara, 2021) è un pesce osseo d'acqua dolce appartenente alla famiglia Cyprinidae endemico dell'Italia meridionale. La specie è stata descritta nel 2021.

## Distribuzione e habitat
Questa specie è endemica della fascia adriatica dell'Italia meridionale compresa tra il Vomano a nord e il Biferno a sud.
Vive in fiumi e torrenti delle aree montuose e collinari convivendo con specie tipiche di questi ambienti come rovella, vairone e cavedano italico.

## Descrizione
L'aspetto generale di Barbus samniticus è molto simile a quello di Barbus tyberinus, alla cui descrizione si rimanda limitandoci qui a riportare solo le principali differenze utili al riconoscimento di questa specie. La specie Barbus fucini è anch'essa molto simile ma non dovrebbe esistere in simpatria con B. samniticus in nessuna parte dell'areale. I caratteri morfologici possono talvolta non essere sufficienti a una determinazione sicura degli esemplari richiedendo in tal caso analisi di tassonomia molecolare. B. saminiticus ha corpo più alto sia di B. tyberinus che di B. fucini, rispetto a quest'ultima specie ha una distanza tra gli occhi minore. Rispetto a B. tyberinus e a B. plebejus (introdotto in Italia centro-meridionale) ha le pinne ventrali, pettorali e caudale visibilmente più lunghe. La pinna caudale è visibilmente più forcuta e con un'incisione mediana più profonda che in B. tyberinus. La pinna dorsale ha bordo posteriore dritto o leggermente concavo.
La livrea è simile a quella di B. tyberinus con fondo grigiastro o brunastro sul dorso e biancastro sul ventre con numerosi, piccoli punti scuri sul dorso, i fianchi e le pinne dorsale, anale e ventrali. La punteggiatura è più evidente negli individui viventi in acque trasparenti. Le pinne hanno tipicamente tonalità aranciate, la pinna dorsale può essere grigia ma di solito ha comunque dei riflessi rossastri o arancio; questo carattere permette l'agevole distinzione della specie nella maggior parte dei casi.
La taglia massima nota è di 18,8 cm.

## Biologia
Probabilmente i caratteri biologici non differiscono da quelli di B. tyberinus ma di fatto la biologia di questa specie, descritta nel 2021, è completamente ignota.

## Conservazione

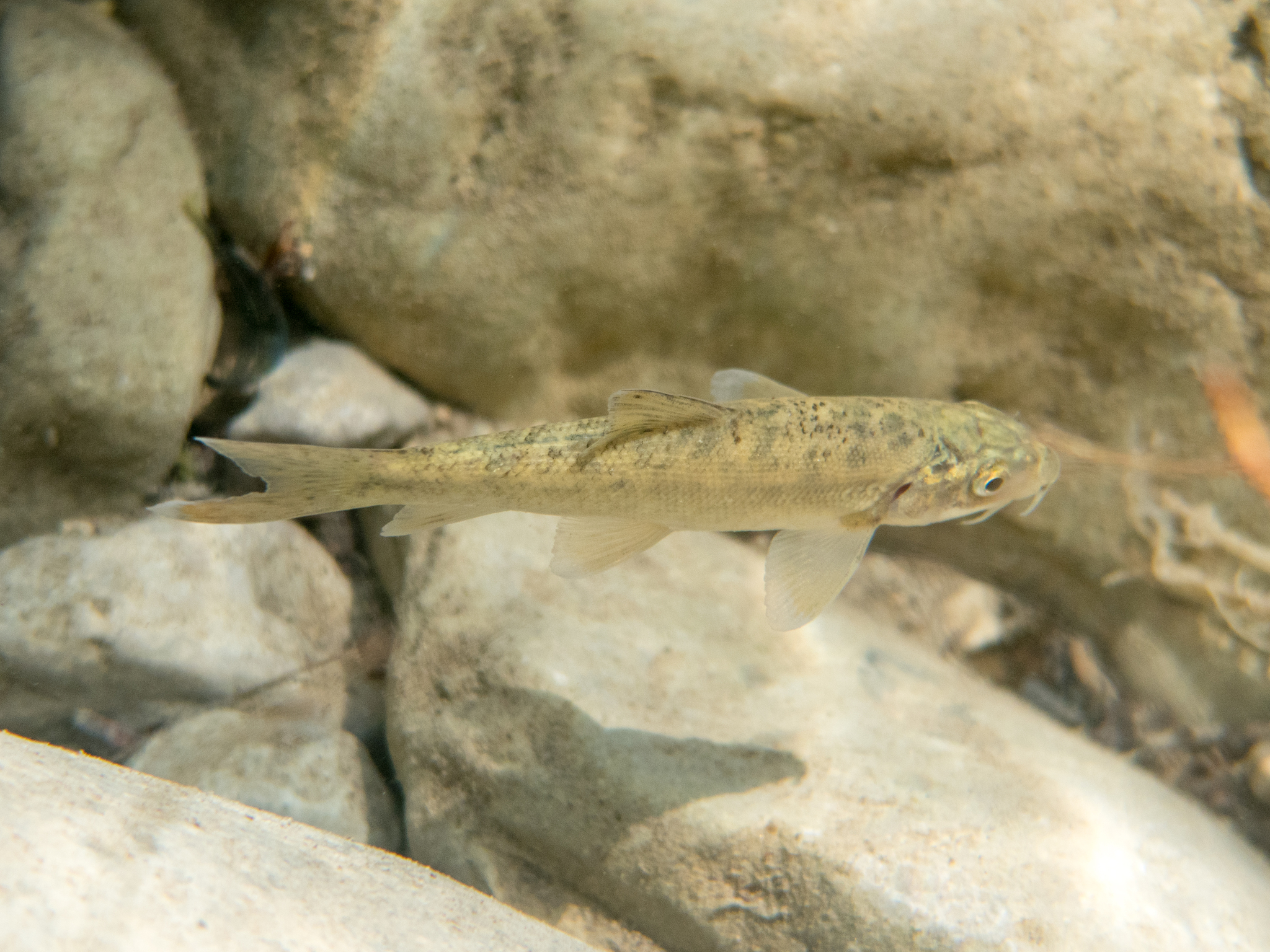
Individuo fotografato in Provincia di Teramo

La specie non è ancora inserita nella Lista rossa IUCN. Nulla si sa sul suo stato di conservazione.

## Tassonomia
La specie è stata descritta nel 2021 in seguito ad analisi molecolari.